# Franca Squarciapino
Franca Squarciapino,  née le 16 mai 1940 à Rome (Italie), est une costumière italienne.

## Biographie
Franca Squarciapino suit des études classiques, puis prend des cours de danse et d'art dramatique. Elle obtient une bourse comme actrice et travaille à la télévision italienne. À 22 ans elle rencontre Ezio Frigerio, son mentor et son futur mari, qui lui fait découvrir le monde du costume,,.
Comme assistante de Frigerio, elle participe à d'importantes productions télévisées, avec des réalisateurs comme Renato Castellani ou Liliana Cavani, puis elle entame une collaboration avec le Piccolo Teatro de Milan,.
Plus tard elle fait des costumes pour l'opéra, avec des metteurs en scène comme Giorgio Strehler, Luca Ronconi ou Andreï Kontchalovski, pour des productions se déroulant dans des salles prestigieuses (La Scala de Milan, Metropolitan Opera de New York, Opéra de Paris, etc.). Sa rencontre avec Roland Petit lui ouvre les portes du ballet, pour lui elle dessine par exemple les costumes de Casse-Noisette à Marseille. En 1986, elle collabore à l'ultime chorégraphie de Rudolf Noureev, La Bayadère,.

## Théâtre (sélection)

### Opéra
Source : Operabase
- 2015 : Rigoletto de Giuseppe Verdi, Grand Théâtre de Varsovie
- 2015 : Abaï de Latif Khamidi et Akhmet Zhubanov, Astana Opéra à Astana
- 2015 : Les Noces de Figaro de Wolfgang Amadeus Mozart, Teatro dell'Opera à Rome
- 2015 : Tristan und Isolde de Richard Wagner, Teatro San Carlo à Naples
- 2015 : Aida de Giuseppe Verdi, Centre national des arts du spectacle à Pékin
- 2015 : La rondine de Giacomo Puccini,	Israeli Opera (en) à Tel Aviv
- 2016 : Rigoletto de Giuseppe Verdi, La Scala à Milan
- 2016 : Madame Butterfly de Giacomo Puccini, Astana Opéra à Astana
- 2016 : Norma de Vincenzo Bellini, Teatro San Carlo à Naples
- 2016 : Un ballo in maschera de Giuseppe Verdi, Théâtre Mariinsky à Saint-Pétersbourg

## Filmographie (sélection)
- 1990 : Cyrano de Bergerac de Jean-Paul Rappeneau
- 1993 : Louis, enfant roi de Roger Planchon
- 1994 : Le Colonel Chabert d'Yves Angelo
- 1995 : Le Hussard sur le toit de Jean-Paul Rappeneau
- 1997 : La Femme de chambre du Titanic (La camarera del Titanic) de Bigas Luna
- 1999 : Volavérunt de Bigas Luna
- 2009 : Vivaldi, il prete rosso de Liana Marabini

## Distinctions

### Récompenses
- Oscars 1991 : Oscar de la meilleure création de costumes pour Cyrano de Bergerac
- César 1991 : César des meilleurs costumes pour Cyrano de Bergerac
- BAFTA 1992 : British Academy Film Award des meilleurs costumes pour Cyrano de Bergerac
- Goya 1998 : Prix Goya des meilleurs costumes pour La Femme de chambre du Titanic
- En 2018, le Ministère de l'Éducation, de la Culture et des Sports lui décerne la médaille d'or du mérite des beaux-arts[6].

### Nominations
- Tony Awards 1981 : Tony Award des meilleurs costumes pour Can-Can
- César 1994 : César des meilleurs costumes pour Louis, enfant roi
- César 1995 : César des meilleurs costumes pour Le Colonel Chabert
- César 1996 : César des meilleurs costumes pour Le Hussard sur le toit
- Goya 2000 : Prix Goya des meilleurs costumes pour Volavérunt